# كراوفورد هنري
كراوفورد هنري (بالإنجليزية: Crawford Henry)‏ مواليد 30 مايو 1937 في أتلانتا، هو لاعب كرة مضرب أمريكي سابق بدأ مسيرته كمحترف سنة 1959 وكان يلعب باليد اليمنى، اعتزل اللعب في 1969. أعلى تصنيف له في الفردي كان المركز الـ 18 في سنة 1961.